# Coturnix coturnix
La codorniz común (Coturnix coturnix) es una especie de ave galliforme de la familia Phasianidae ampliamente distribuida por Eurafrasia. Es un ave pequeña y rechoncha que no vuela largas distancias. Su plumaje en la zona dorsal es de color terroso con veteado ocráceo y negro mientras que en las partes inferiores es más claro. El color del dorso es especialmente críptico al contrastarlo sobre un suelo con restos de plantas secas. Los adultos muestran una clara diferenciación sexual a nivel de la garganta y del pecho. Los machos presentan en la garganta un diseño en forma de ancla de color oscuro del que carecen las hembras mientras que las plumas del pecho, en el caso de los machos son anaranjadas y en las hembras blanquecinas con manchas negras muy aparentes. Los machos emiten un canto formado por dos vocalizaciones distintas, una que onomatopéyicamente se podría describir como “mau – mau” y otra más estridente compuesta de tres sílabas “par – pa - lá”. Las hembras emites una vocalización bisilábica “ri – tit”.

## Descripción

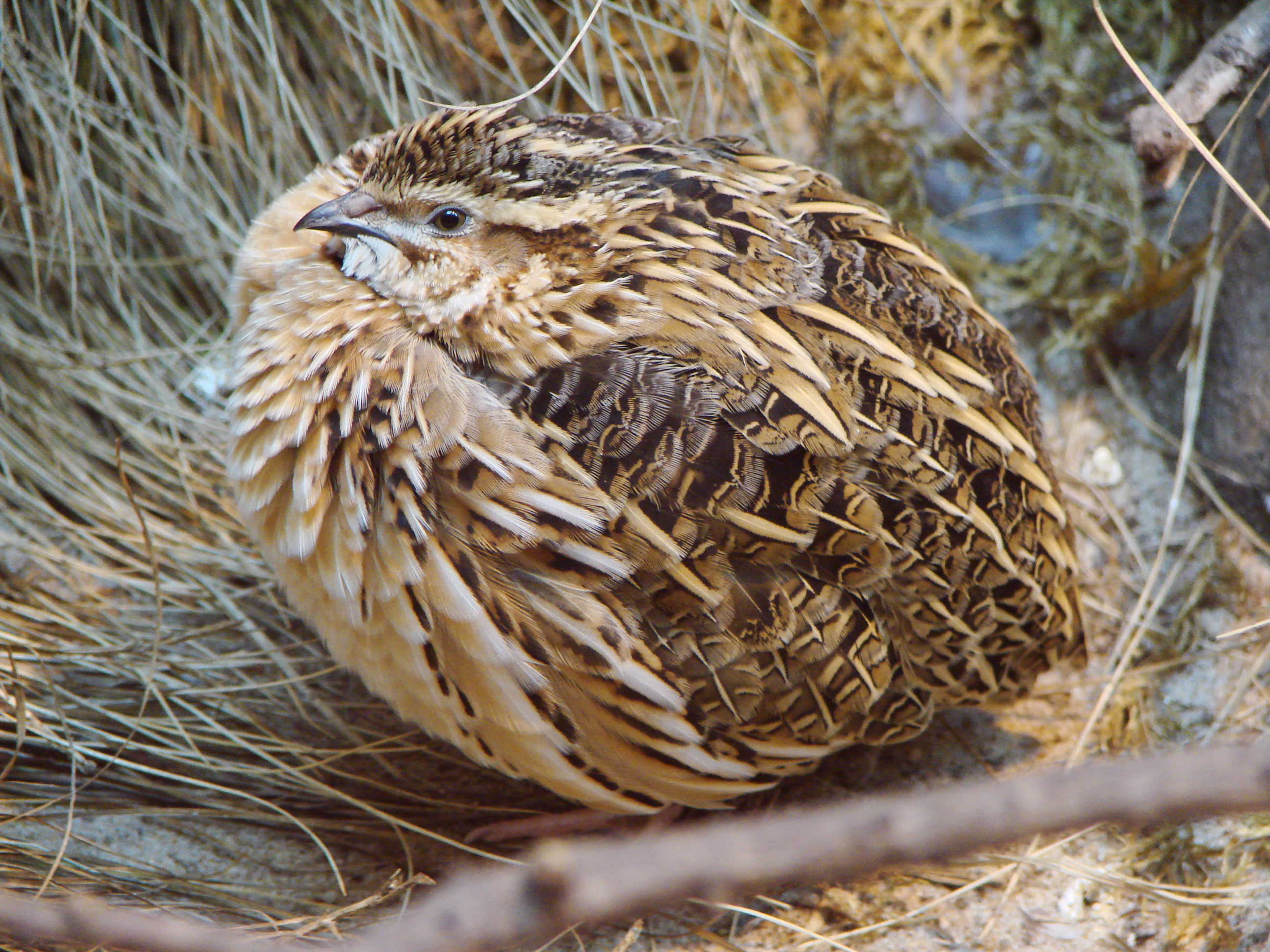
Macho acurrucado.

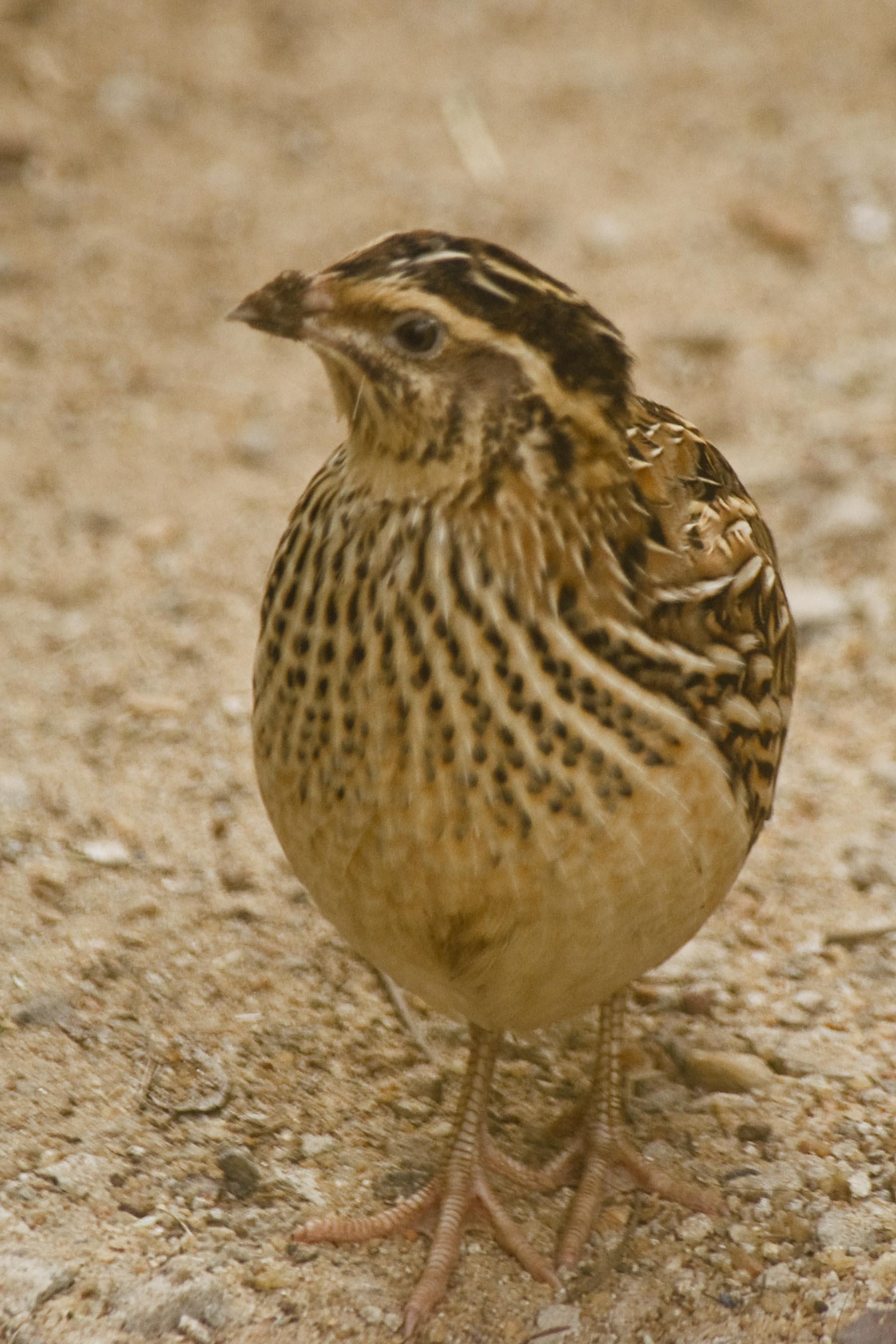
Hembra.

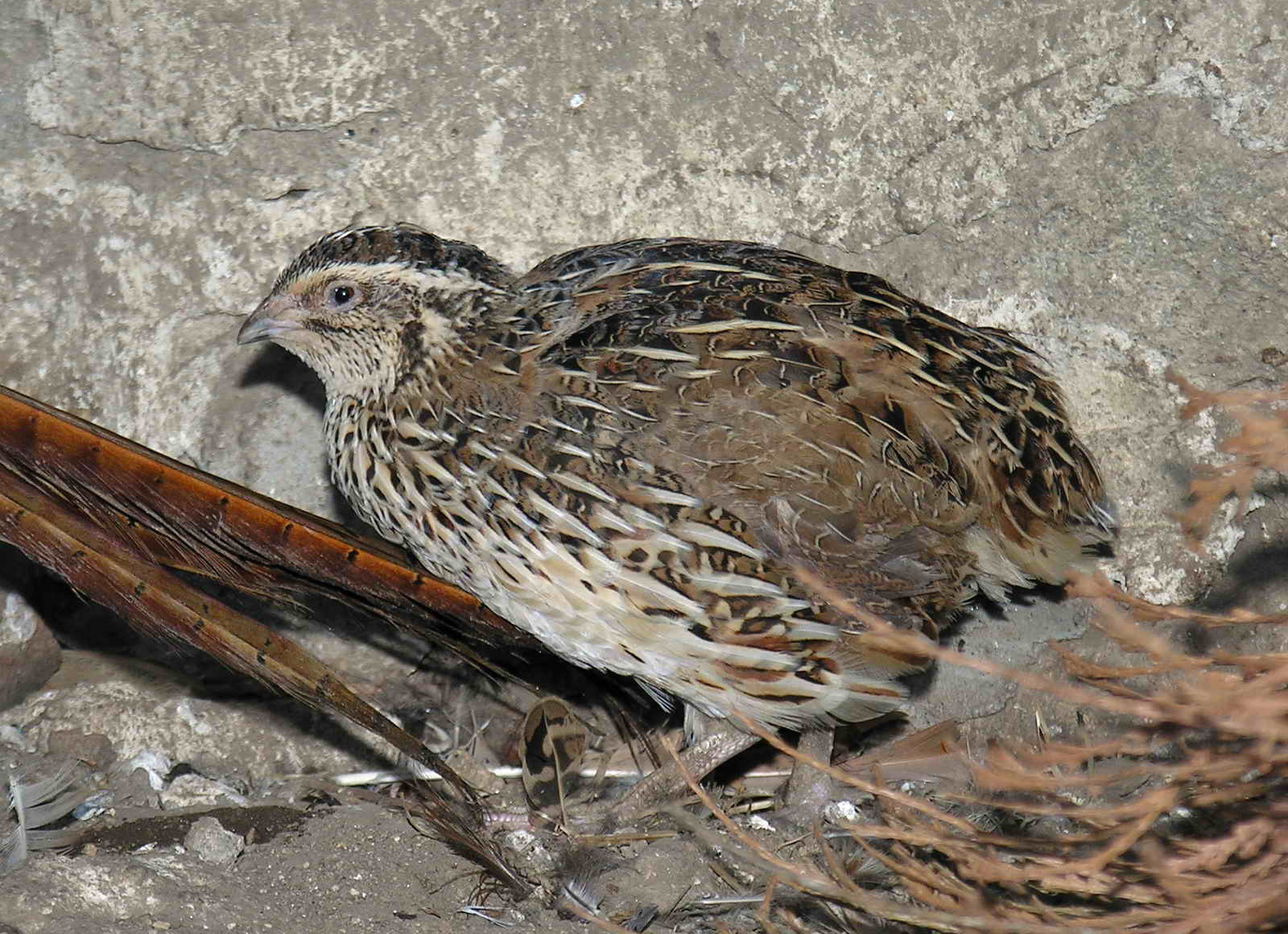
Juvenil.

Es un ave rechoncha de cola corta y pequeño tamaño, que mide entre 16 y 19 cm de largo y pesa una media de 93,56 g (82-116 g). A diferencia de otras galliformes las codornices tienen alas largas y estrechas adaptadas a los vuelos de larga distancia. La envergadura de las alas es de 32 a 35 cm.  Su plumaje es de tonos pardos, más oscuros en las partes superiores con veteado ocre, blanquecino y negro y muy claros en las inferiores. Presenta una lista superciliar blanquecina. Su  pico es de color marrón en la parte superior y bastante más claro en la inferior. Sus patas y los dedos son de color crema anaranjado. 
No presenta un dimorfismo sexual excesivamente marcado, aunque se puede distinguir fácilmente al macho de la hembra. Los machos tienen en la garganta  un diseño que recuerda la silueta de un ancla mientras que las hembras tiene la garganta blancuzca. Los juveniles se parecen a las hembras al carecer del diseño de ancla en la garganta y  presentar el pecho moteado. Otro elemento de diferenciación entre los sexos es la talla, que resulta algo superior en las hembras..

## Taxonomía
La codorniz común es la especie tipo del género Coturnix, el género de las codornices típicas. El género Coturnix pertenece a la familia Phasianidae, la familia de los faisanes, perdices, codornices, gallos, pavos y afines. Los fasiánidos a su vez se clasifican en el orden Galliformes, junto a otras cuatro familias de aves terrestres: Megapodiidae (talégalos), Cracidae (chachalacas y pavas americanas), Numididae (pintadas) y Odontophoridae (colines y corcovados). Dentro de la familia Phasianidae, la codorniz común se encuadra en la subfamilia Perdicinae, que incluye a las perdices, codornices y francolines.
La codorniz común fue descrita científicamente por Carlos Linneo en 1758, en la décima edición de su obra Systema naturae, con el nombre binomial de Tetrao coturnix, que significa «urogallo codorniz». Posteriormente fue trasladada al género Coturnix, creado por el zoólogo francés François Alexandre Pierre de Garsault en 1764. El nombre tanto de su género como de la especie coturnix, es la palabra latina que significa «codorniz».
Aunque se han descrito más subespecies, en la actualidad se reconocen cinco:
- C. c. coturnix (Linneo, 1758) - es la forma nominal que cría en Europa, el norte de África, Asia occidental y central; y pasa los inviernos en África ecuatorial y el este de la India.
- C. c. conturbans Hartert, 1917 - endémica de las islas Azores.
- C. c. inopinata Hartert, 1917 - endémica de Cabo Verde.
- C. c. africana Temminck y Schlegel, 1849  - vive en el África subsahariana, Madagascar, Comoras y Mauricio. Esta forma es muy similar a la nominal, pero con las partes superiores más oscuras.
- C. c. erlangeri Zedlitz, 1912 - se encuentra en el este de África, desde Etiopía hasta Zimbabue. Esta forma es la más oscura de todas. Los machos son de color rojizo en el rostro, la garganta y las partes inferiores.

## Distribución geográfica y migraciones
Las poblaciones euroasiáticas de codorniz común crían en Europa y la región templada de Asia, y pasa el invierno en África y el subcontinente indio. Por ello ocupan la mayor parte de Eurasia, estando ausente solo en el Extremo Oriente y las regiones más frías del norte. La codorniz se desplaza desde su área de invernada africana a las zonas de nidificación siguiendo tres grandes rutas migratorias.
- La primera de ellas proviene desde las costas atlánticas y mediterráneas de Marruecos y desde las occidentales de Argelia, a la península ibérica y, posteriormente, hacia Francia, Alemania, Escandinavia e Inglaterra.
- La segunda de ellas tiene lugar desde las costas orientales de Argelia, desde Túnez y desde Libia hacia Italia, para continuar luego hacia las llanuras del Danubio y Rusia.
- Finalmente, una tercera ruta va desde Egipto a la península de los Balcanes y a la Europa Oriental y parte de Asia Oriental.

Por su parte las poblaciones que crían en Asia central viajan al Subcontinente indio. 
El movimiento de retorno a los cuarteles invernales de las codornices se inicia con la llegada del otoño, y es precedido por unos notables desplazamientos, posiblemente nomádicos de una zona a otra. La verdadera migración tiene lugar a lo largo de las mismas directrices de primavera, pero, en general, las codornices muestran menos prisa y suelen seguir unas rutas terrestres lo más largas posible, con frecuentes paradas intermedias.

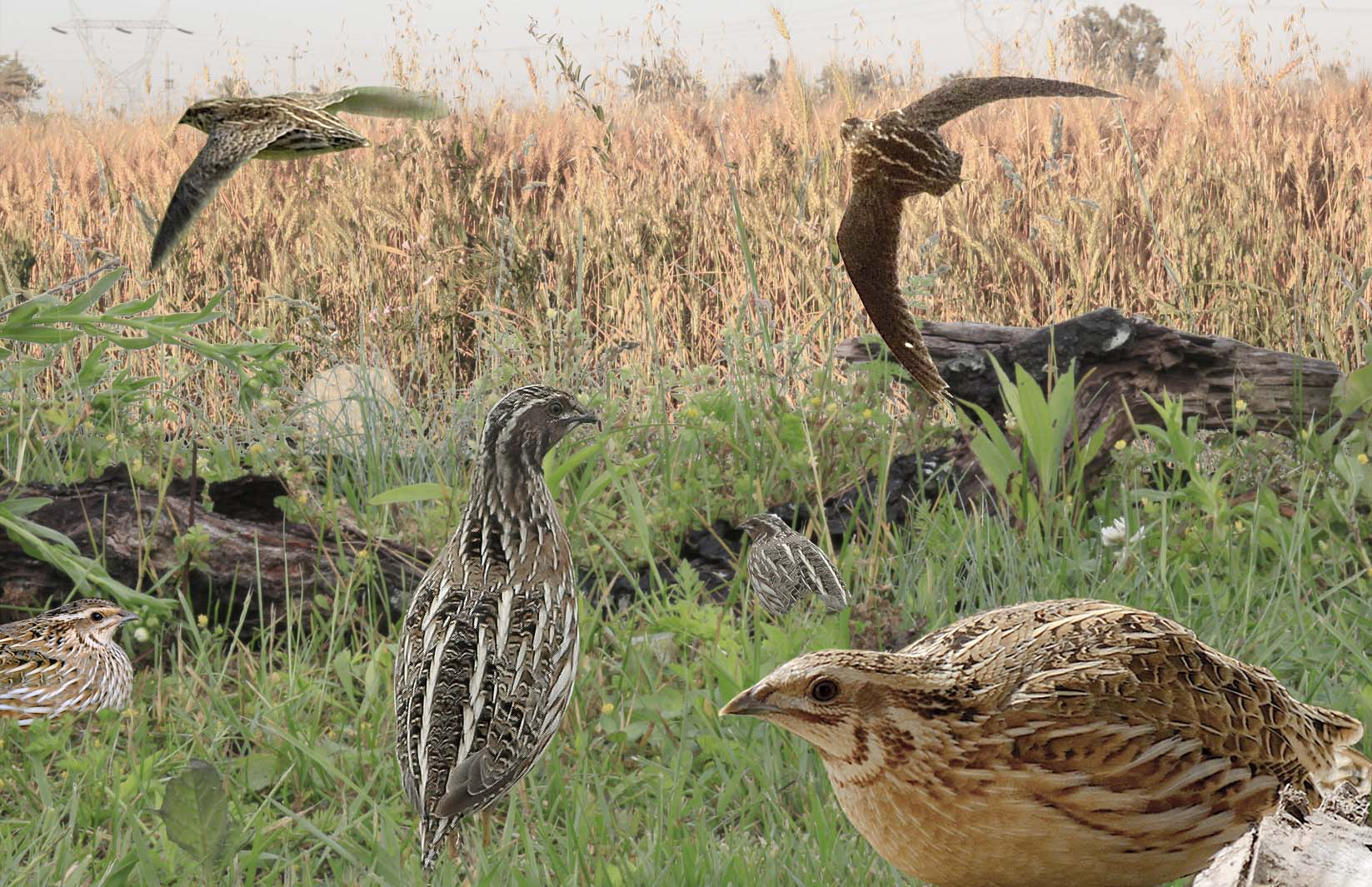
Las codornices son excelentes voladoras, a pesar de ser aves primordialmente terrestres.

Existen poblaciones no migatorias en África austral, el Magreb, África oriental y el interior de la India.

## Comportamiento

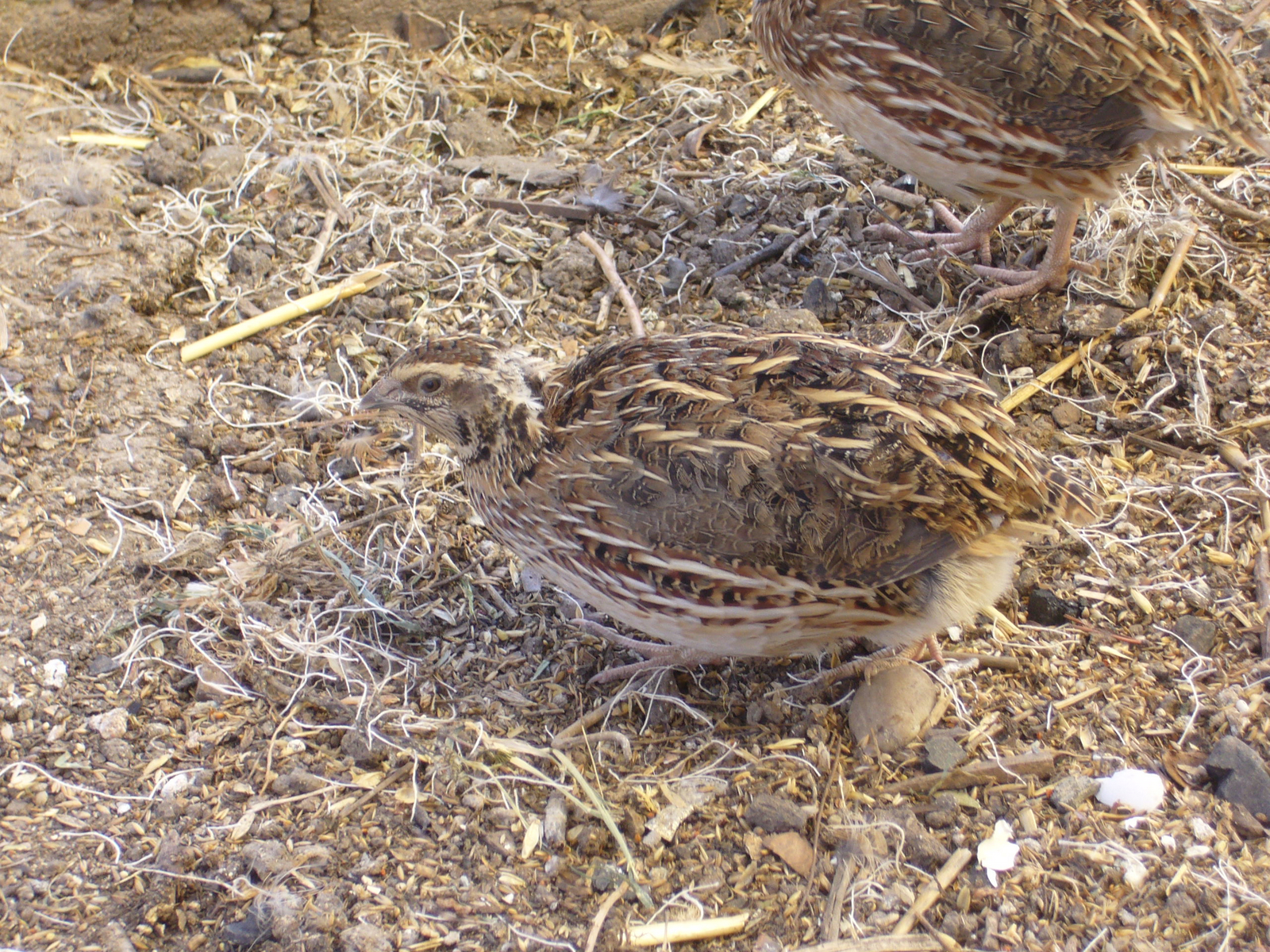
El plumaje de la codorniz común le permite camuflarse con el suelo.

Es un ave de hábitos predominantemente terrestres que se alimenta de semillas e insectos del suelo. A diferencia de los faisanes y otras aves, la codorniz nunca se posa en los árboles y evita con gran cuidado los terrenos que se encuentren desprovistos de vegetación, así como aquellas zonas donde las matas son demasiado abundantes como para entorpecer su carrera en la huida. Suele permanecer escondida entre la hierba donde se camufla perfectamente y cuando huye volando lo hace a baja altura para volver a esconderse entre la espesura.
El entorno de la codorniz varía según las estaciones del año; así en primavera y principios del verano, las codornices prefieren los campos de cereales y los prados y, en los meses de mayor calor, se refugian en los campos que se riegan, en las praderas altas, etc. En cuanto al tipo de terrenos preferidos por la adaptable codorniz, se puede decir que, si bien es un ave de llanura, en muchas ocasiones es posible encontrar poblaciones de codornices en zonas montañosas, muchas veces superiores a los 1500 m.s.n.m. Es una especie nómada, aunque permanece en los lugares donde encuentra condiciones ambientales adecuadas y donde haya una cierta abundancia de alimento, preferentemente los campos cultivados con cereales, y rehúsa habitar en terrenos áridos debido a su necesidad de beber y bañarse con regularidad. Es un ave migratoria que puede recorrer cientos de kilómetros en poco tiempo, con su vuelo rápido y directo.

### Alimentación
Se alimenta principalmente de semillas, principalmente de gramíneas, aunque complementa su dieta con insectos y pequeños invertebrados como los caracoles. En la primavera y en los primeros días del verano se alimenta de insectos con más frecuencia, en verano y otoño se nutre principalmente de granos: trigo, centeno, cebada, así como de semillas de diversas gramíneas silvestres, leguminosas, forrajeras y de frutos, por lo que en muchas ocasiones se le encuentra dentro de los cultivos.

### Reproducción

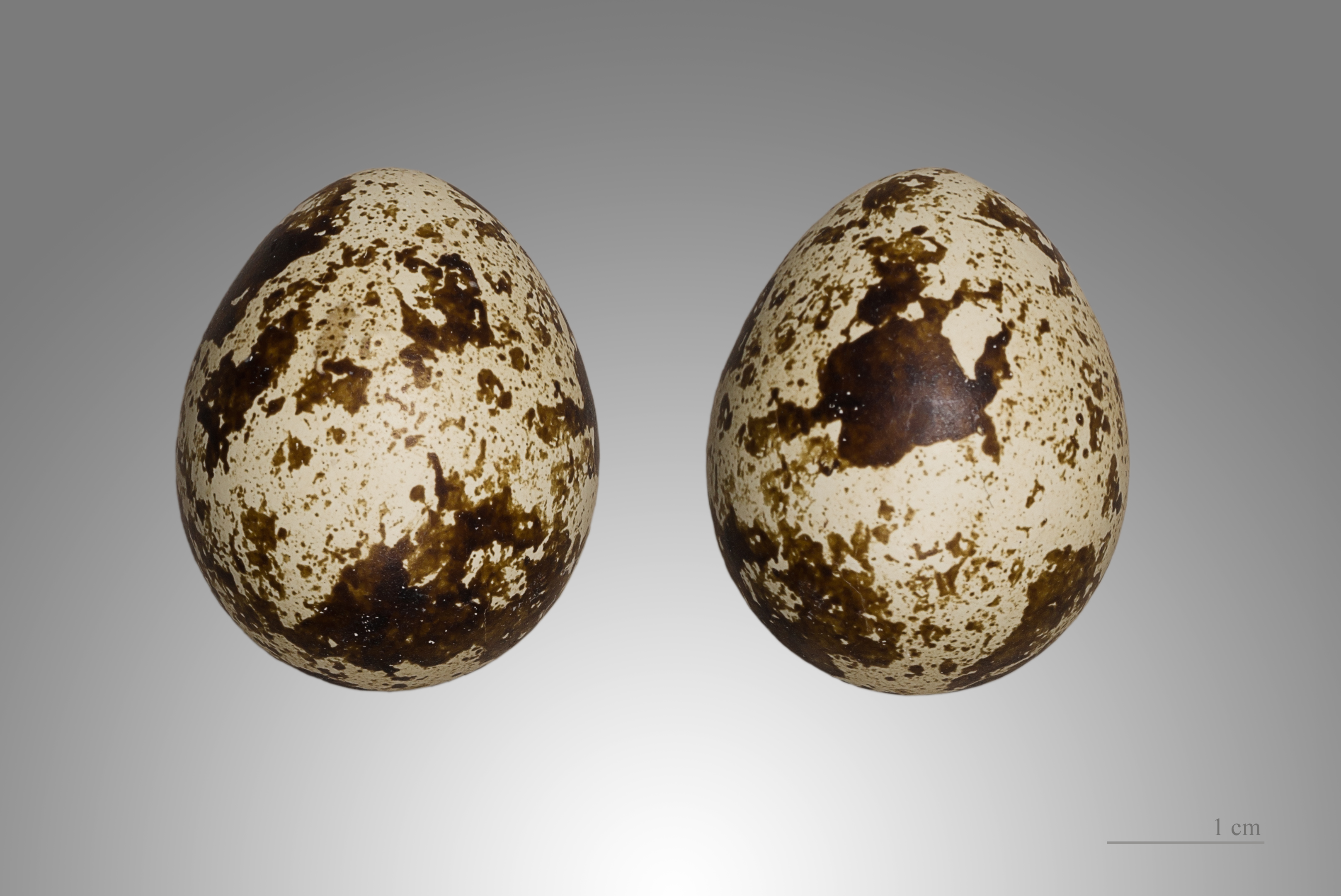
Huevos de codorniz.

Se trata de una especie polígama. El macho es capaz de cubrir a varias hembras consecutivamente y, éstas, a su vez, pueden ser fecundadas por más de un macho. El acoplamiento tiene lugar precisamente a la llegada de las codornices a sus terrenos de nidificación; en el caso de España, la estación de celo se da desde principios de marzo a finales de julio.
La nidificación se efectúa desde mitad del mes de marzo hasta finales de julio, pero puede prolongarse hasta agosto y septiembre. La puesta de huevos se efectúa en un hueco apenas tapizado con hierbas secas y situado en un campo de trigo o de otros cereales; los huevos son redondeados, en un número que normalmente oscila entre los seis y los catorce, de color marrón muy claro, con manchas oliváceas y con forma de corona en su extremo más largo.
La incubación dura aproximadamente diecisiete días y a ella se dedica, exclusivamente, la hembra. Los polluelos se muestran dispuestos a seguir a la madre y a picotear, apenas recién nacidos. A los quince días, pueden revolotear y al mes vuelan ya como adultos.

## Estado de conservación
Algunas estimaciones sugieren que la población mundial de codornices en estado salvaje podría alcanzar la cifra de entre 15 y 35 millones de individuos adultos, lo que las califica como una de las aves aladas más comunes del mundo. La instalación de granjas industriales para la producción de alimentos y la hibridación con la codorniz japonesa (Coturnix japonica), de tamaño ligeramente mayor, ha ampliado la presencia de esta ave, ahora una especie híbrida, en todos los continentes.
Sin embargo, la codorniz ha mostrado reducciones significativas en su número en las últimas décadas, debido principalmente a cambios en los métodos agrícolas, el tipo de cultivos y la hibridación, por lo que la UICN la haya clasificado en 2021 en la categoría de especie casi amenazada (NT = Near Threatened). La Lista Roja Europea de Aves 2021 estima una población europea de entre 5 y 9 millones de ejemplares, y el III Atlas de las aves en época de reproducción en España estimaba una población en España de entre unos 320.000 y 370.000 ejemplares a principios del siglo XXI. Pero la especie ha sufrido un declive poblacional del 74% durante el periodo 1998-2018, según los últimos datos de seguimiento de SEO/BirdLife de 2019, y en España se contabilizan apenas 225.000 ejemplares en 2020. La especie aparece como EN = En Peligro en el Libro Rojo de las Aves de España 2021, y SEO/Birdlife pide al ministerio español para la Transición Ecológica que incluya la codorniz común en el Catálogo Español de Especies Amenazadas.

## Caza
La codorniz común es objeto de una intensa caza de paso por la zona mediterránea. Un gran número de ejemplares quedan atrapados en redes a lo largo de la costa mediterránea de Egipto. Se estima que en 2012, durante la migración de otoño, se capturaron 3,4 millones de aves en el norte del Sinaí y quizás hasta 12,9 millones en todo Egipto.
Esta especie en los últimos años ha visto un aumento en su propagación en Estados Unidos y Europa. Sin embargo, la mayor parte de este aumento corresponde a los aficionados. Está disminuyendo en partes de su área de distribución geográfica, como Irlanda.[cita requerida]
En 1537 la reina Jane Seymour, tercera esposa de Enrique VIII, entonces embarazada del futuro rey Eduardo VI, desarrolló un antojo insaciable de codornices, y se ordenó a cortesanos y diplomáticos en el extranjero que buscaran suministros suficientes para la reina.[cita requerida]

## Carne y huevos de codorniz como alimento
La carne de codorniz es carne de codornices domésticas, cuya especie principal es la codorniz japonesa (Coturnix japonica). En menor medida, la codorniz C. coturnix se consume como caza. Se trata de la más pequeña de las aves de corral, que también es explotada por sus huevos que se pueden consumir cocidos, escalfados o fritos.

## Riesgos de toxicidad para humanos en caso de consumo
Si las codornices comunes han comido ciertas plantas, aunque aún se debate cuál de ellas son, la carne de codorniz puede ser venenosa y una de cada cuatro personas que consumen carne venenosa enferma de coturnismo, que se caracteriza por dolor muscular y que puede provocar fallos renales.

## En la cultura judía
En la Biblia, el capítulo 11 del Libro de Números describe la historia de una enorme masa de codornices que fueron arrastradas por el viento y fueron tomadas como carne por los israelitas en el desierto.